# Manyo Plange
Manyo Plange (født 18. januar 1988) er en ghanesisk amatørbokser, som konkurrerer i vægtklassen let-fluevægt. Plange har ingen større internationale resultater, og fik sin olympiske debut da han repræsenterede Ghana under Sommer-OL 2008. Her blev han slået ud i ottendedelsfinalen af Paulo Carvalho fra Brasilien i samme vægtklasse. Han har også en sølvmedalje fra de panafrikanske lege i 2007 i Alger.